# アホダラ王国物語
『アホダラ王国物語』（アホダラおうこくものがたり）は、嘉門タツオ（旧名・嘉門達夫）27枚目のオリジナル・アルバム。
2006年10月25日にDAIPRO-Xから発売された。

## 概要
前作『笑撃王』から半年振りに発売された。
65枚目のシングル「新・鼻から牛乳」と同時発売。
今作は、パソコンテレビ・GyaOの『嘉門達夫のナリキン投稿天国』に投稿されたネタで構成されている。
ブックレットには「新・鼻から牛乳」の歌詞のみが掲載されており、それ以外の曲の歌詞は割愛されている。

## 収録曲
1. 新・誰がそこまでガンバレ!言うた
作詞：嘉門達夫・国梨路子・寝返り美人・立日-TATEBI-、作曲：嘉門達夫、編曲：シロクマさんチーム
2. 新・ええ奴やんか
作詞：嘉門達夫・おのしんじ・タイゾー・のほほん狸、作曲：嘉門達夫、編曲：中町俊自
3. 新・ショートソング
作詞：嘉門達夫・アイコッピ・おのしんじ・寝返り美人・国梨路子・ブラウン監督・ワン・無責任飛行物体・立日-TATEBI-・はみちんゼット・レレレの鬼太郎、作曲・編曲：嘉門達夫
4. 新・あったらコワイセレナーデ
作詞：嘉門達夫・植山違うくん・とんがりバナナ・はる・きの・0.1度・ZERO・国梨路子・まつピー・ぷーやん・レレレの鬼太郎・立日-TATEBI-・にのまえはじめ・おのしんじ、作曲：嘉門達夫、編曲：中町俊自
5. 新・この中にひとり
作：嘉門達夫・ファミレス店長・おのしんじ・快感な男・無責任飛行物体・やまへー・のぞみ999号・国梨路子・ワン・立日-TATEBI-・寝返り美人・ハマングーリース
6. 新・それはまるで
作詞：嘉門達夫・おのしんじ・国梨路子・微分・積分・やな気分・ZERO・ZGO、作曲：嘉門達夫、編曲：中町俊自
7. 新・おじいちゃん
作：嘉門達夫・おのしんじ・オオツルギ・タン・タイゾー・にのまえはじめ・立日-TATEBI-
8. 新・鼻から牛乳
作詞：嘉門達夫・シャカリキ・タイゾー・おのしんじ、作曲・編曲：嘉門達夫
65枚目のシングル。
9. ホラー
作：ワン・にのまえはじめ
10. 新・アホが見るブタのケツ
作詞：嘉門達夫・おのしんじ・国梨路子・タイゾー・フジッコ.COM・ナースマン・新田三郎・ワン・ハマングーリース・小悪・ZGO、作曲：嘉門達夫、編曲：中町俊自
11. 新・ジミー&ハデー
作詞：嘉門達夫・快感な男・オオツルギ・タン・国梨路子・にのまえはじめ・レレレの鬼太郎・立日-TATEBI-・シェイク酸っぺーや・ワン・ヌレせんべぇ、作曲・編曲：嘉門達夫
12. 新・会話
作：嘉門達夫・おのしんじ・にのまえはじめ・快感な男・国梨路子・立日-TATEBI-・ZERO
13. イヤーン イヤーン イヤーン
作詞：嘉門達夫・ZERO・のほほん狸・無責任飛行物体・国梨路子・快感な男・にのまえはじめ・立日-TATEBI-・ホワトー・ぷーやん・寝返り美人・オオツルギ・タン、作曲：嘉門達夫、編曲：朝井泰生
14. どうでもええよ
作詞・作曲：嘉門達夫、編曲：朝井泰生